# Marcello Arlotta
Marcello Arlotta (Napoli, 9 gennaio 1886 – Mare Adriatico, 16 agosto 1918) è stato un militare italiano, distintosi nel corso della prima guerra mondiale come comandante dei dirigibili D.E.4, D.E.8 e A.1.

## Biografia
Nacque a Napoli il 9 gennaio 1886. Tra il 1900 e il 1903 frequentò l'Accademia militare della Nunziatella. Arruolatosi nella Regia Marina, fu imbarcato con il grado di guardiamarina sull'ariete torpediniere Etruria. Nel maggio 1907 la nave prese parte alle commemorazioni del 3º Centenario della fondazione della Confederazione Nordamericana a Jamestown insieme all'incrociatore corazzato Varese, al comando del capitano di vascello Luigi di Savoia Duca degli Abruzzi e all'ariete torpediniere Etna, con a bordo gli allievi dell'Accademia navale di Livorno, che nella parata militare defilarono alla testa della formazione degli allievi dell'Accademia militare di West Point.
L'Etruria visitò inoltre i principali porti degli Stati Uniti d'America. Risalendo il Potomac si ormeggiò davanti a Washington, poi passando nella baia di Chesapeake giunse a Baltimora. Attraversando il Delaware sostò a Filadelfia, dove 100 uomini dell'equipaggio, fra cui lui, spensero un violento incendio, riscuotendo il plauso e la riconoscenza dei cittadini. Lasciati gli Stati Uniti d'America l'Etruria  fece rotta per il Sud America, dove risalì il Rio della Plata ed il Rio Parana. Passò due volte lo Stretto di Magellano in pieno inverno antartico, e nell'Oceano Pacifico si spinse fino all'estremo nord della California.  Al suo rientro a Napoli l''Etruria aveva percorso 73.000 miglia.
Promosso tenente di vascello, nel corso della prima guerra mondiale, fu comandante dei dirigibili D.E.4 (gennaio-giugno 1917) e D.E.8 (giugno 1917-gennaio 1918). Il 19 giugno 1918 assunse il comando del nuovo dirigibile da alta quota A.1 da 18.000 m³, fu inviato a bombardare installazioni austro-ungariche a Cattaro nella notte del 16 agosto 1918. Da questa missione non fece ritorno; la salma fu recuperata alcuni giorni più tardi nei pressi del capo Rodoni in Albania e venne tumulata con tutti gli onori militari. Già decorato con una medaglia di bronzo al valor militare, ricevette postuma la medaglia d'argento al valor militare. Gli è dedicato l'aeroporto di Taranto-Grottaglie.

### Fonti
1. 1 2 3 4  Mancini 1936, p. 48.
2. ↑  La voce del Marinaio.
3. ↑  Nunziatella.
4. 1 2 3 4 5 6  ANMI Taranto.
5. 1 2  Marinai d'Italia.